# Aldebaran (Schiff, 1986)

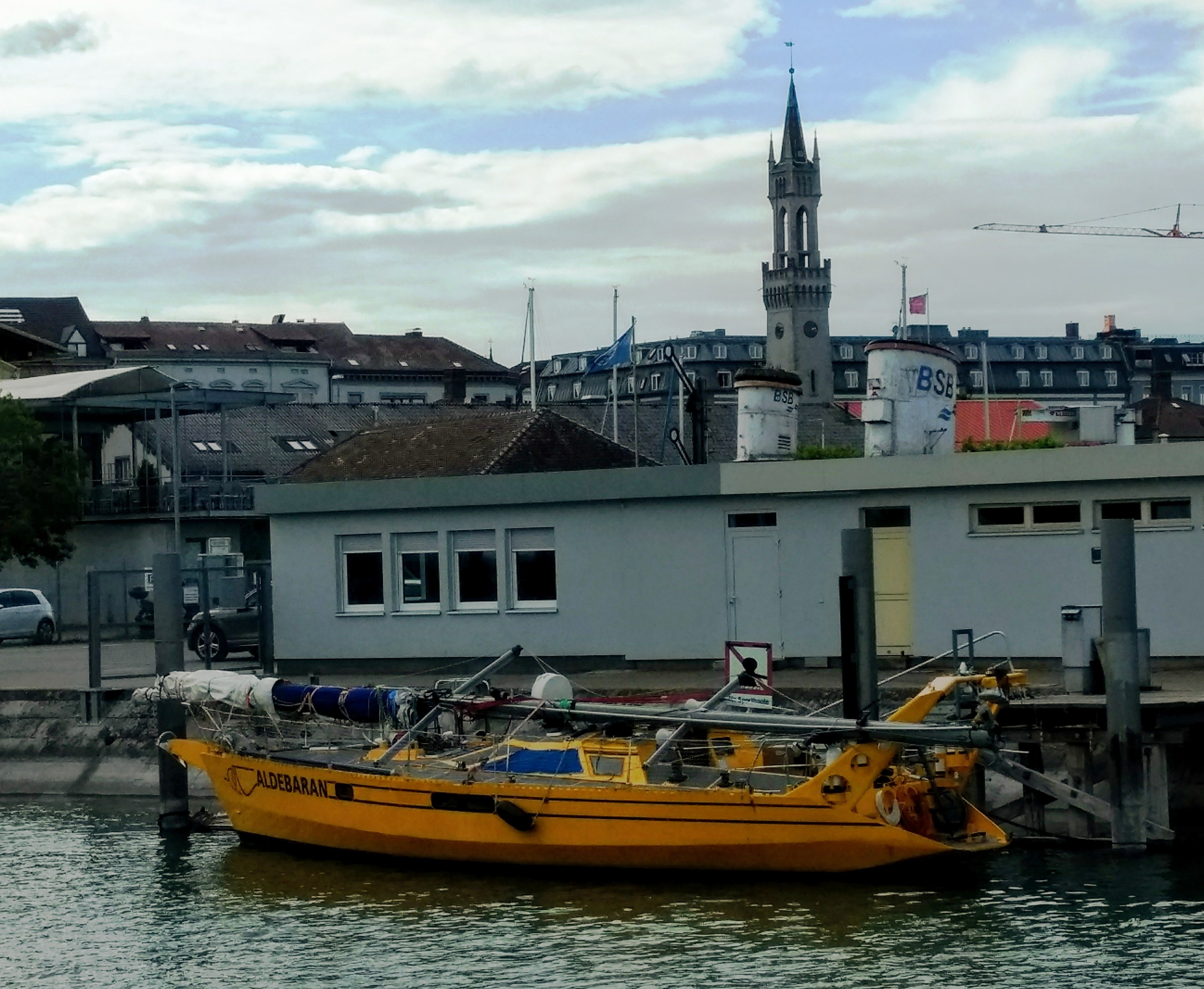
Aldebaran im Konstanzer Hafen, Mai 2020

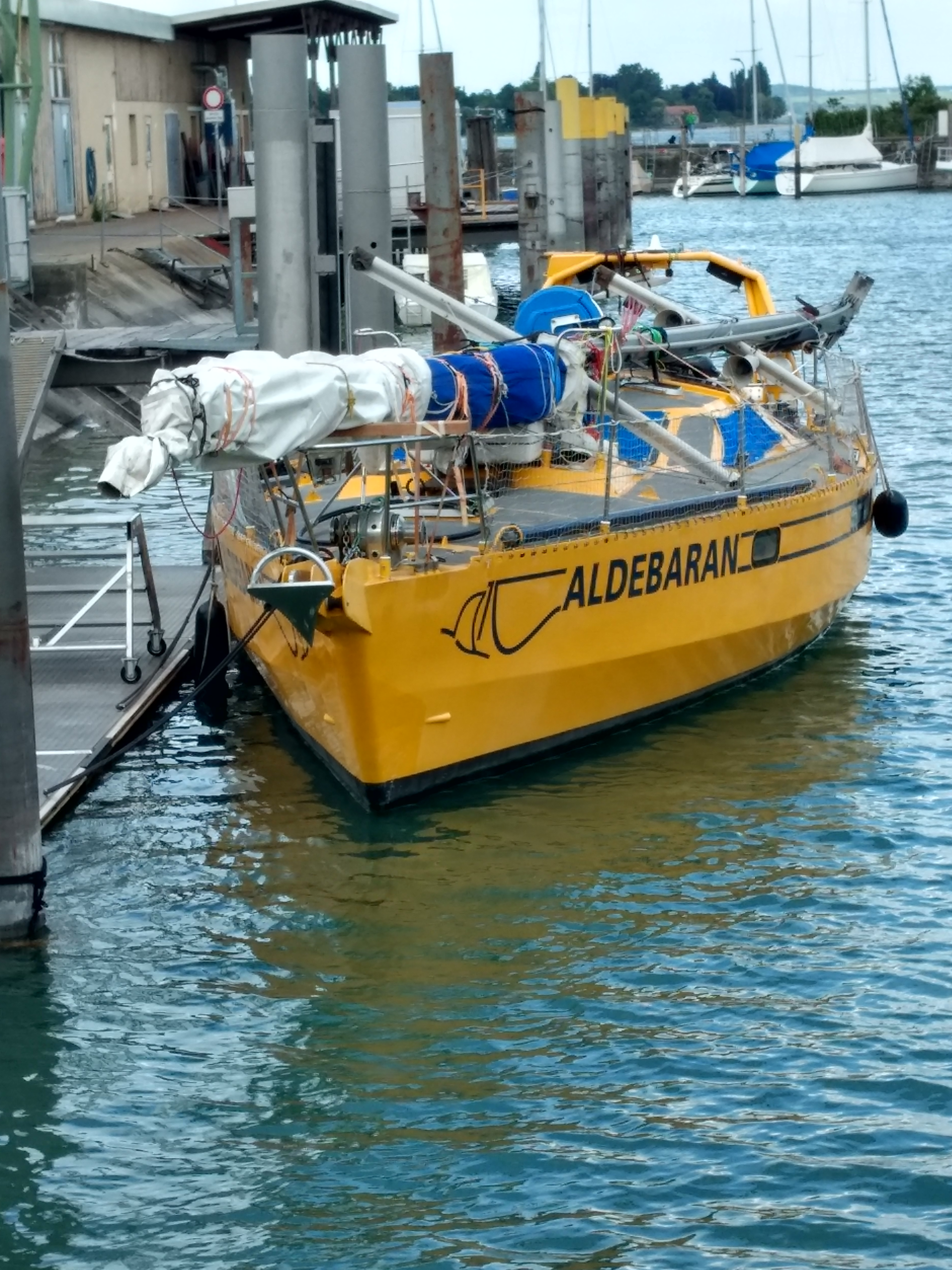
Aldebaran liegt transportbereit in Konstanz, Mai 2020

Die Aldebaran ist ein deutsches Forschungs- und Segelschiff, das für die Vermittlung von Meeres- und Binnenwasserforschung, vor allem an Schüler und die breitere Öffentlichkeit, eingesetzt wird. Ihr Heimathafen ist Hamburg.

## Geschichte
Das Schiff vom Typ Sonate Ovni 43 wurde 1986 gebaut. Nachdem das Schiff durch schwere, vom Hurrikan Hugo im Jahr 1989 verursachte, Sturmschäden betroffen war, kam es zur Reparatur in den Schwarzwald, wo es durch ehrenamtliche Helfer und Handwerker umgebaut wurde. Mit Hilfe von vielen Sponsoren und Befürwortern wurde das Schiff auf seine neue Bestimmung als Forschungs- und Umweltkommunikationsschiff mit einem eigenen Labor und moderner Technik ausgestattet. Initiator des Projekts war Frank Schweikert, der heute noch als Leiter des Teams aktiv ist.
Schiff und Förderorganisation, die dahinter steht, sind nach dem Stern Aldebaran im Sternbild Stier benannt.

## Ausstattung
Das 14 Meter lange, aus Aluminium gebaute Schiff mit markanter gelber Farbe kann sowohl mit einem Segel (100 m² Segelfläche) als auch mit einem Dieselmotor betrieben werden. Es hat eine Geschwindigkeit von 5 bis 8 Knoten und ist in der Lage, für 30 Tage auf See zu bleiben. Es wird von einer Besatzung von mindestens zwei Personen betrieben und kann bis zu sieben Leute auf Reisen beherbergen.
Das Schiff hat ein einklappbares Schwert und Ruder. Somit ist es für Fahrten sowohl für auf Hoher See wie auch in Küstengebieten und Binnengewässern in aller Welt tauglich. Die Aldebaran kann an Deck eines Frachtschiffs verschifft werden.

## Einsätze und Kooperationsprojekte
Im Jahr 2005 wurde das Projekt Meereswettbewerb ins Leben gerufen. In Kooperation mit der Deutschen Meeresstiftung werden Schülerinnen und Schüler ab der 9. Klasse per Schülerwettbewerb einwöchige Forschungsaufenthalte auf der Aldebaran ermöglicht.
Bis 2015 hielt sich die Aldebaran überwiegend in Norddeutschland, vor allem bei Hamburg und auf der Ostsee auf. Hinzu kamen Forschungsbesuche in den Gewässern der Kanarischen Inseln und vor Belize in Zentralamerika. 2015 segelte die Aldebaran von Hamburg nach Paris, um im Vorfeld des UN-Klimakonferenz in Paris 2015 auf die Folgen der globalen Erwärmung für die Ozeane aufmerksam zu machen.
Jährlich seit 2016 veranstaltet die Aldebaran für einige Wochen in Mai und Juni Tagesexkursionen für ausgewählte Schülerteams auf dem Bodensee. Im Jahr 2020 dürfen Schüler aufgrund der COVID-19-Pandemie nicht an Bord des Schiffes. Stattdessen folgen sie die Forscher durch Videostream von zu Hause. Das Schiff hat zehn Kameras, teilweise auf Drohnen montiert. Außerdem können Schüler per Videostream direkt mit den Schiffsmitarbeitern kommunizieren und Fragen zu den Untersuchungen stellen, die sich u. a. von den Auswirkungen des Klimawandels und Mikroplastik handeln. Die Ergebnisse des Projekts werden auch später für den Unterricht bereitgestellt.

## Auszeichnungen
- UNESCO-Dekade-Projekt für „Bildung für nachhaltige Entwicklung“ (2007, 2009, 2012)[12]
- „Ausgewählter Ort im Land der Ideen“ im Bereich ‚Wissenschaft und Technik’ (2008) vom Bundespräsidenten